# Persepolis (komiks)

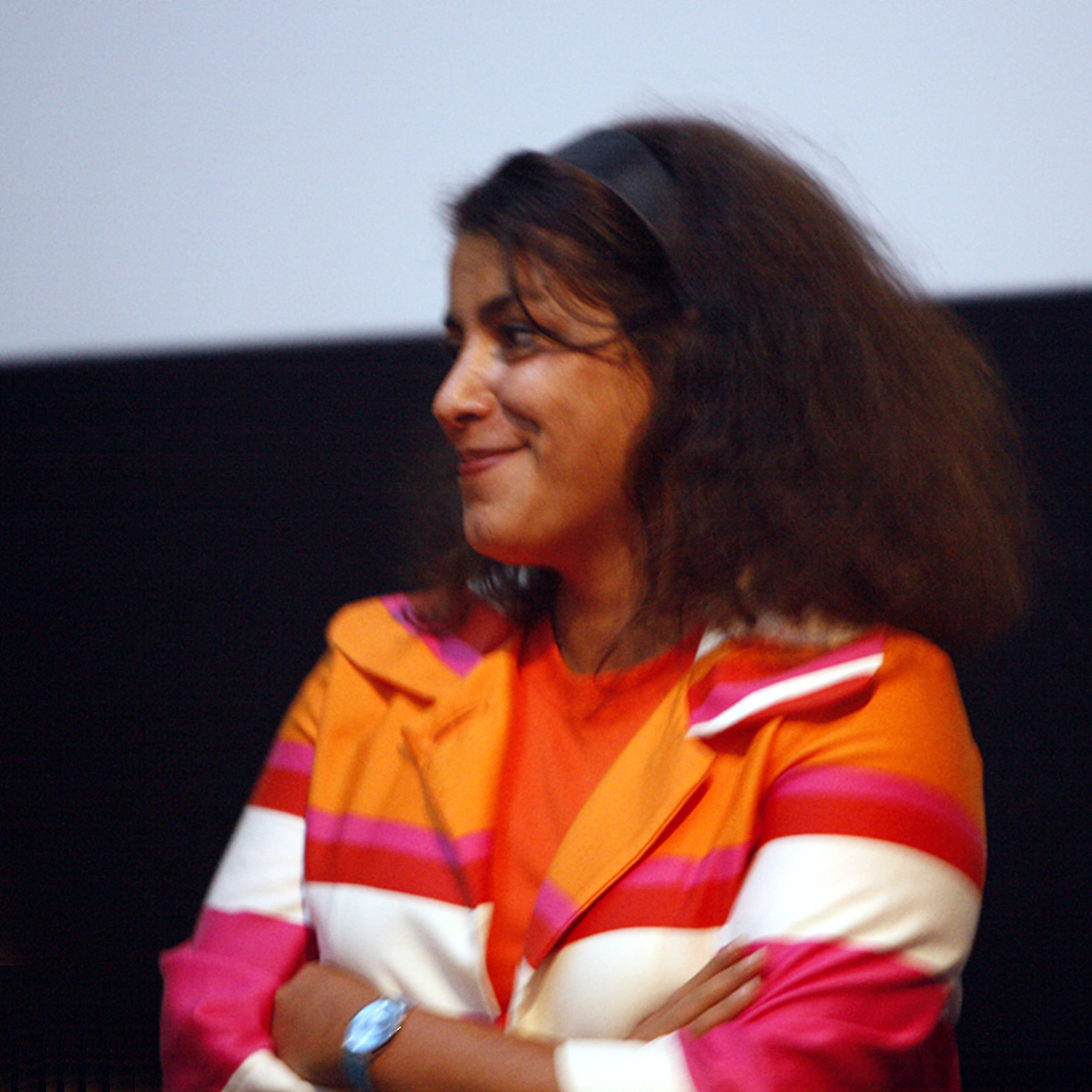
Marjane Satrapi

Persepolis – francuska autobiograficzna seria komiksowa autorstwa Marjane Satrapi, Francuzki irańskiego pochodzenia, opublikowana w oryginale po francusku w czterech tomach w latach 2000–2003 przez wydawnictwo L'Association. Po polsku ukazała się dwukrotnie: w latach 2006–2007 w dwóch tomach zbiorczych nakładem wydawnictwa Post i w 2015 w jednym albumie zbiorczym nakładem wydawnictwa Egmont Polska.  

## Fabuła
Jest to autobiograficzne dzieło ukazujące dzieciństwo i młodość autorki w Iranie oraz na emigracji w Austrii. W wyrazistych, czarno-białych, przepełnionych humorem rysunkach, Satrapi przedstawia losy swoje i swojej rodziny w czasie obalenia Szacha, zwycięstwa Rewolucji Islamskiej i katastrofalnej wojny z Irakiem. Marjane jako 14-latka została wysłana przez rodziców do Wiednia, gdzie mierzy się z obcą rzeczywistością. Zachowuje niezależność, lecz płaci za to samotnością i odrzuceniem.

## Tomy
| Tytuł i rok I wydania polskiego            | Tytuł i rok I wydania oryginalnego |
| ------------------------------------------ | ---------------------------------- |
| 1. Persepolis: Historia dzieciństwa (2007) | 1. Persepolis, tome 1 (2000)       |
| 1. Persepolis: Historia dzieciństwa (2007) | 2. Persepolis, tome 2 (2001)       |
| 2. Persepolis: Historia powrotu (2007)     | 3. Persepolis, tome 3 (2002)       |
| 2. Persepolis: Historia powrotu (2007)     | 4. Persepolis, tome 4 (2003)       |

## Odbiór i ekranizacja
Uproszczony styl rysunków, czarno-białe ilustracje (które zostały zachowane także w stylu filmu animowanego Persepolis z 2007), oraz gorzkie poczucie humoru sprawiły, że seria spotkała się wielkim uznaniem i została przetłumaczona na wiele języków. Porównywano ją do Maus Arta Spiegelmana. Komiks został wyróżniony między innymi nagrodą za najlepszy scenariusz na Międzynarodowym Festiwalu Komiksu w Angoulême w 2003.